# Otto Wahl
Otto Karl Wahl, född 9 juli 1904 i Zella-Mehlis i Thüringen, död 1 juli 1935 i Jena i Thüringen, var en tysk längdåkare. Han var med i de olympiska vinterspelen 1928 i Sankt Moritz och kom på nittonde plats på 18 kilometer och på tionde plats på 50 kilometer. Vid fyra tillfällen, 1926, 1928, 1931 och 1933 vann han skidloppet Rund um den Beerberg.